# Comuna Pîlîpeț, Boureni
Pîlîpeț (în ucraineană Пилипець) este o comună în raionul Boureni, regiunea Transcarpatia, Ucraina, formată din satele Pîlîpeț (reședința), Podoboveț și Roztoka.

## Demografie
Componența lingvistică a comunei Pîlîpeț
     Ucraineană (99,79%)
     Alte limbi (0,21%)
Conform recensământului din 2001, majoritatea populației comunei Pîlîpeț era vorbitoare de ucraineană (99,79%), existând în minoritate și vorbitori de alte limbi.